# Иван Гърчев
Иван Славов Гърчев е български журналист, театровед, публицист и общественик.

## Биография
Роден е през 1908 г. Учи театрознание и германистика в университета в Берлин. Редактор на редица вестници през 1930-те и 1940-те години, автор на театрална и литературна критика, на пиеси, книги за артисти и на изследване за Народния театър. Умира през ноември 2001 г.
Личният му архив се съхранява във фонд 1003К в Централен държавен архив. Той се състои от 165 архивни единици от периода 1899 – 1964 г.